# Entalle

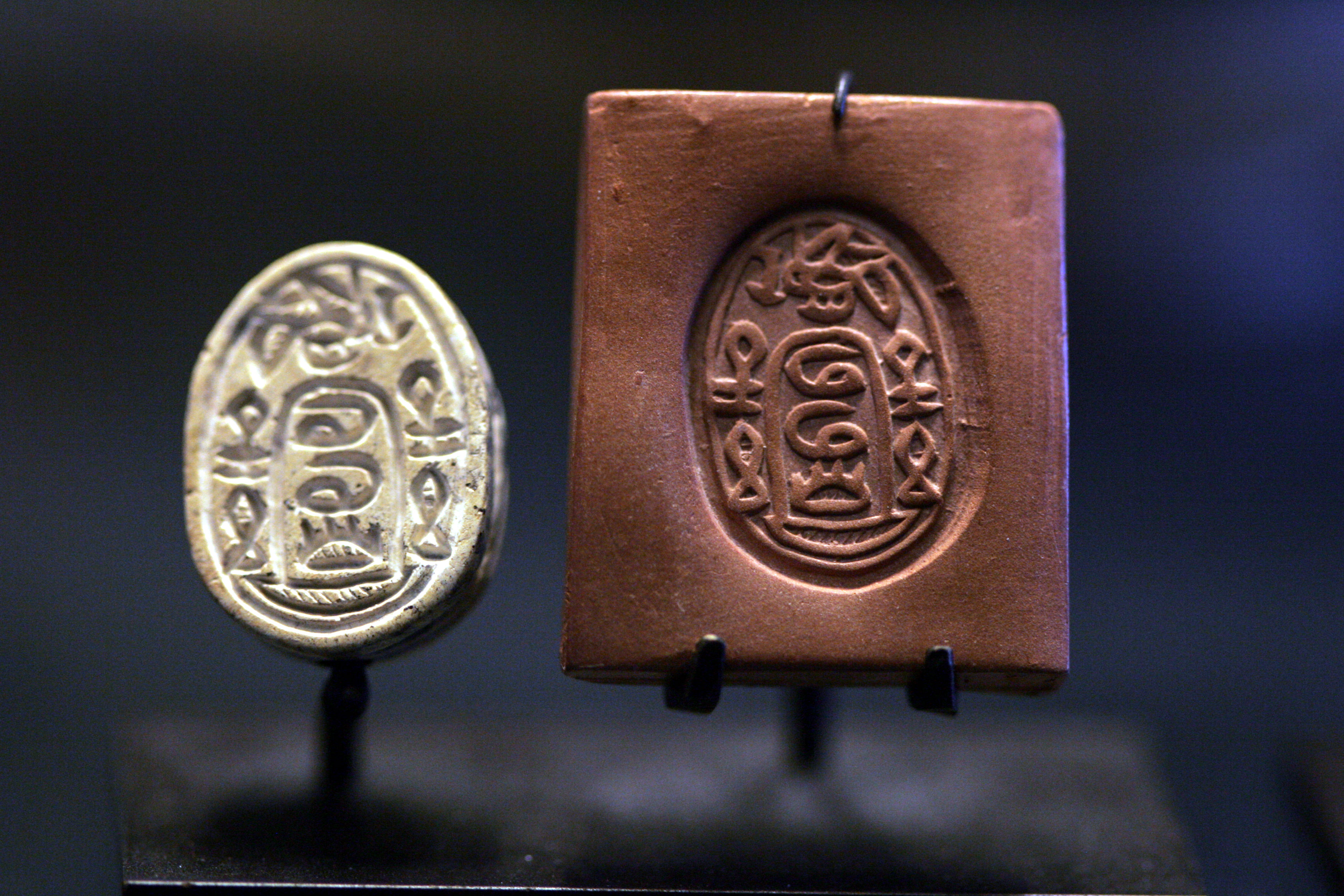
Entalle en sello egipcio. Louvre.

Se llama entalle a toda piedra dura grabada en hueco, especialmente la usada como sello. Las piedras finas que se usan para tales efectos suelen ser ágatas, cornalinas, esmeraldas, amatistas, granates y lapislázuli. 
El arte de producir camafeos y otros objetos parecidos como entalles se llama glíptica (del griego glypho, grabar) y es una forma especial del arte de la escultura. Las producciones de la glíptica han servido desde los tiempos más remotos de la Historia para realizar sellos, artículos de ornamentación y objetos piadosos o propios de la superstición. 